# 모호크강
모호크강(Mohawk River)은 미국 뉴욕주에 있는 길이 240 km에 이르는 강이다. 허드슨강의 지류 중에 가장 규모가 크다. 이 강은 주도인 올버니 시에서 북쪽으로 몇 마일 떨어진 허드슨으로 흘러들어 간다. 이 강의 이름은 이로쿼이 연맹의 모호크족에서 따서 붙인 이름이다. 주요 수로는 뉴욕 북중앙에 위치한다.

## 경로
루이스 카운티에 있는 원류로부터, 모호크강은 일반적으로 동쪽으로 흘러, 모호크 계곡을 지나, 로움과 유티카, 리틀 폴스, 카나조하리, 앰스터담, 그리고 스키넥태디를 경유해서 올버니의 북쪽 코호스에서 허드슨강으로 들어간다.